# Sosibia lysippus
Sosibia lysippus är en insektsart som först beskrevs av John Obadiah Westwood 1859.  Sosibia lysippus ingår i släktet Sosibia och familjen Diapheromeridae. Inga underarter finns listade i Catalogue of Life.